# Momba (Distrikt)
Momba ist ein Distrikt der Region Songwe in Tansania mit dem Verwaltungszentrum in der Stadt Tunduma. Der Distrikt grenzt im Norden an den Rukwasee, im Osten an die Distrikte Songwe, Mbozi und Ileje, im Süden an den Distrikt Tunduma (TC) und in Sambia an Nakonde und Senga Hill. Im Westen grenzt er an die Distrikte Sumbawanga und Kalambo in der Region Rukwa. 

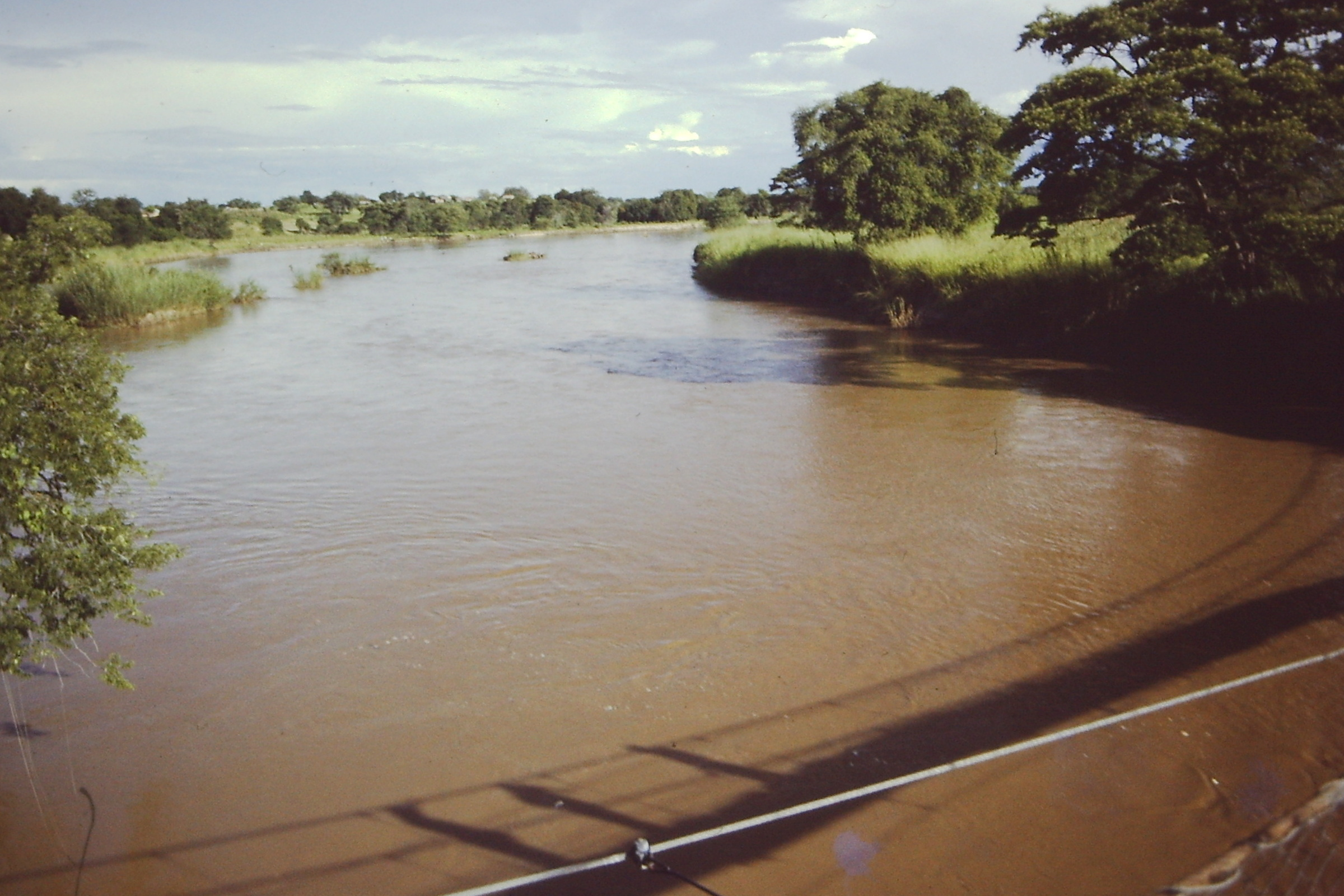
Der Fluss Momba.

## Geographie
Der Distrikt hat eine Fläche von 5856 Quadratkilometern und 259.781 Einwohner (Volkszählung 2022). Das Land liegt in einer Höhe von 900 bis 1750 Metern über dem Meer und besteht aus zwei Zonen:  
- Ebene: Sie schließt an den Rukwasee im Norden an und umfasst den Großteil des Distriktes.
- Hochland: Im Süden steigt das Land sanft hügelig an, im Westen in einer Steilstufe des Ostafrikanischen Grabenbruches.

Die Entwässerung erfolgt in den Rukwasee, der größte Fluss ist der Momba, der die Nordwestgrenze bildet. Das Klima ist größtenteils tropisch, Aw nach der effektiven Klimaklassifikation. Die Niederschläge liegen zwischen 1350 und 1550 Millimeter im Jahresdurchschnitt, sie fallen großteils von November bis April. Vor allem die Monate Juni bis September sind sehr trocken. Die Durchschnittstemperatur liegt in der Ebene zwischen 25 und 28 Grad Celsius, in den Höhen deutlich darunter.

## Geschichte
Der Distrikt entstand im Jahr 2012 durch die Teilung des Distriktes Mbozi. Im Jahr 2015 wurde Tunduma zum Stadt-Council erhoben.

## Verwaltungsgliederung
Der Distrikt besteht aus dem einen Wahlkreis (Jimbo) Momba und 14 Bezirken (Wards):
- Chilulumo
- Chitete
- Ikana
- Ivuna
- Kamsamba
- Kapele
- Msangano
- Mkomba
- Mkulwe
- Mpapa
- Myunga
- Ndalambo
- Nkangamo
- Nzoka

## Bevölkerung
Die größten ethnischen Gruppen im Distrikt sind die Nyamwanga, Nyiha, Sukuma, Lambya und die Ndali. Die Einwohnerzahl stieg von 164.756 bei der Volkszählung 2002 auf 294.380 im Jahr 2012. Das entspricht einem jährlichen Wachstum von sechs Prozent. Von den Über-Fünfjährigen sprachen auf dem Land fast die Hälfte Swahili, rund fünf Prozent Swahili und Englisch. In der Stadt Tunduma sprachen rund ein Fünftel Englisch und nur 13 Prozent waren Analphabeten. Im Jahr 2022 lebten 259.781 Menschen in 58.098 Haushalten. Die folgende Grafik zeigt den Vergleich des Land-Distriktes Momba mit dem Stadt-Distrikt Tunduma. 
| Hier fehlt eine Grafik, die leider im Moment aus technischen Gründen nicht angezeigt werden kann. Wir arbeiten daran! Momba District-Council | Hier fehlt eine Grafik, die leider im Moment aus technischen Gründen nicht angezeigt werden kann. Wir arbeiten daran! Tunduma Town-Council |

## Einrichtungen und Dienstleistungen
- Bildung: Im Distrikt befinden sich 75 Grundschulen und 9 weiterführende Schulen.[10]
- Gesundheit: Für die medizinische Versorgung der Bevölkerung stehen im Distrikt drei Gesundheitszentren und dreißig Apotheken zur Verfügung.[10]

| - Landwirtschaft: Rund 80 Prozent der Bevölkerung sind von der Landwirtschaft abhängig. Ackerbau wird überwiegend von Kleinbauern betrieben. Fast die Hälfte arbeitet mit Handhacken, etwa vierzig Prozent mit Tierkraft und nur zehn Prozent mit Traktoren. Für den Eigenbedarf werden Mais, Bohnen, Reis, Hirse und Süßkartoffeln angebaut, zur Erhöhung des Einkommens Sesam, Reis, Sonnenblumen und Gemüse verkauft. Im ländlichen Gebiet halten fast 100 Prozent der Haushalte Nutztiere, am häufigsten Rinder, Hühner und Ziegen (Stand 2012). - Forstwirtschaft: Der Distrikt hat 114.000 Hektar natürliche Wälder. In ihnen wird Bauholz geschlagen und Imkerei betrieben. - Eisenbahn: Durch den Distrikt verläuft die TAZARA-Eisenbahnlimie von Daressalam nach Sambia. - Straßen: Durch den Distrikt verläuft die Nationalstraße T1, die von Daressalam nach Sambia führt. Von den rund 1000 Kilometer Straßen im Distrikt sind 100 Kilometer asphaltiert und 160 Kilometer geschottert. Die übrigen Straßen sind Naturstraßen. | Hier fehlt eine Grafik, die leider im Moment aus technischen Gründen nicht angezeigt werden kann. Wir arbeiten daran! |

## Politik
In Momba wird alle fünf Jahre ein Distriktrat (District-Council) gewählt, den Vorsitz führt Regina L. Bieda (Stand 2022)..